# مايكل غرين (لاعب كرة قدم)
مايكل غرين (بالإنجليزية: Michael Green)‏ هو لاعب كرة قدم أمريكي في مركز الدفاع، ولد في 16 يوليو 1978 في كولومبيا في الولايات المتحدة. لعب مع تشارلستون بيتري.

## وصلات خارجية
- ميخائيل غرين (لاعب كرة قدم) على موقع الدوري الأمريكي (الإنجليزية)
- ميخائيل غرين (لاعب كرة قدم) على موقع قاعدة بيانات كرة القدم.إي يو (الإنجليزية)